# Beast (［Alexandros］の曲)
『Beast』（ビースト）は、[Alexandros]の楽曲。2020年11月11日にユニバーサルミュージックから18枚目のシングルとして発売された。

## 概要
- 前作『Philosophy (18祭mix)』から約10ヶ月振りのリリース[注 1]。
- CDは初回限定盤(DVD/Blu-ray)、通常盤の3形態で発売。
- 表題曲「Beast」は、映画『ドクター・デスの遺産-BLACK FILE-』の主題歌である[4]。
  - 同曲についてボーカルの川上洋平は、「久々にこんなに激しい曲を作りました。レコーディングで曲を作っている時はスタジオでアイデアを出し合うんですが、そのせめぎ合いが楽しかったです。観終わった瞬間から、こういう曲にしたいなと感じるものがあって、制作チームとも話し合って作り上げました」とコメントしている[4]。
- 初回限定盤の特典DVD/Blu-rayには、2020年6月20日・21日に行われた自身初の無観客生配信ライブ『Party in ur Bedroom』の中から全7曲を収録[3]。
- 2022年発売の8thオリジナルアルバム『But wait. Cats?』には収録されず、2022年現在発売されたCDシングルで唯一アルバム未収録となっている。

## 収録曲

### CD
- 全作詞・作曲：川上洋平
全編曲：[Alexandros]、Takashi Saze

1. Beast
  - ワーナー・ブラザース映画配給映画『ドクター・デスの遺産-BLACK FILE-』主題歌
2. Vague

### DVD/Blu-ray（初回限定盤）
| #  | タイトル          | 作詞 | 作曲・編曲 |
| -- | ----------------- | ---- | ---------- |
| 1. | 「rooftop」       |      |            |
| 2. | 「Oblivion」      |      |            |
| 3. | 「Burger Queen」  |      |            |
| 4. | 「For Freedom」   |      |            |
| 5. | 「Mosquito Bite」 |      |            |
| 6. | 「PARTY IS OVER」 |      |            |
| 7. | 「Starrrrrrr」    |      |            |